# Котли
Котли (урду کوٹلی‎, англ. Kotli) — город в Азад Кашмире, Пакистан, центр одноимённого округа. 

## Географическое положение
Котли связан с Мирпур двумя дорогами с асфальтированным покрытием (одна через Раджхани, другая через Шархой), также город напрямую связан с Равалакотом через Траркнал. Исламабад и Равалпинди находятся на расстоянии 141 км от Котли.
Рядом с городом проходит Линия контроля (демаркационная линия между Индией и Пакистаном, проведённая по бывшему княжеству Джамму и Кашмир — непризнанная юридически, но де-факто граница).